# Vidor Károly
Vidor Károly (angolul: Charles Vidor) (Pest-Buda, 1834. október 16. – Galveston, Texas, 1904. szeptember 14.) magyar származású amerikai polgárháborús katona a déliek oldalán.

## Élete
Feltehetően részt vett a magyar szabadságharcban, hiszen az 1848–49-es magyar szabadságharc bukása után Újházy Lászlóval elhagyta szülőföldjét, Angliába, majd Amerikába emigrált. A "Mount Stuart Elphinstone" nevű hajó fedélzetén szelte át az Atlanti-óceánt. Egy hajókabinban utazott Kozlay Jenővel, aki később az amerikai polgárháborúban az unionisták oldalán harcolt. Vidor Károly 1850 február 25-én érkezett meg New York-ba, három évig maradt ott. 1855-ben egy texasi Galveston nevű kicsi, de dinamikusan fejlődő helységben telepedett meg. Itt egy sikeres kereskedő és földbirtokos, Lent Munson Hitchcock titkáraként működött. 
Az amerikai polgárháború kezdetén Vidor Texas legnépszerűbb alakulatába jelentkezett, a Galveston Lone Star Rifles (Galvestoni Magányos Csillag Puskásai). 1860. december 3-tól negyedosztályú őrmesterként teljesített szolgálatot, majd az egységgel együtt az 1. számú texasi gyalogezredbe került, John Bell Hood déli tábornok texasi dandárjához. Vidor a dandár írnoka lett, s a hadosztály szállásmestere, majd 1864 február 9-én századosi rangban a Konföderáció hadbiztosi osztályára került. A polgárháború vége felé rövid időre az unionisták hadifogságába esett, majd 1865. május 1-én szabadult Greensboróban (Észak-Karolina).
A polgárháború befejezése után az üzleti életben igyekezett sikereket elérni, jó üzlettársakat talált és jól menő kereskedőházat alapítottak a gyapotüzletben. Vidor Károly a Galvestoni Gyapottőzsde egyik alapító tagja. Az 1868-ban alapított galvestoni önkéntes tűzoltóságnak is egyik fő pártfogója. Vidor és üzlettársainak kereskedőháza profitot termelt egészen addig, amíg egyik üzlettársa, a Galvestoni Gyapottőzsde elnöke, Clinton G. Wells öngyilkos nem lett. Vidor ezután a biztosítási üzletben keresett magának boldogulást, részt vásárolt 1885-ben a Hughes, Stowe and Co. cégből, ez 1891-ig állt fenn. Vidor Károlyt 1904-ben érte a halál.

## Magánélete
Az 1850-es évek közepén feleségül vette főnökének, Hitchcock-nak  Emily nevű lányát. Vidor ezen házassága szomorúan végződött, mindkét gyermeküket elvesztették, 1860 körül meghalt a felesége is. Vidor Károly második házasságára 1866 január 23-án került sor, feleségül vette a 16 éves Anna Waltert, házasságukból 10 gyermek született, közülük a korban jellemző módon 5 gyermek érte meg a felnőttkort.